# Puymaurin
Puymaurin (em occitano:  Poimaurin) é uma comuna francesa na região administrativa da Occitânia, no departamento do Alto Garona. Estende-se por uma área de 22.24 km², com 292 habitantes, segundo o censo de 2018, com uma densidade de 13 hab/km².